# Jens Juel (Diplomat)

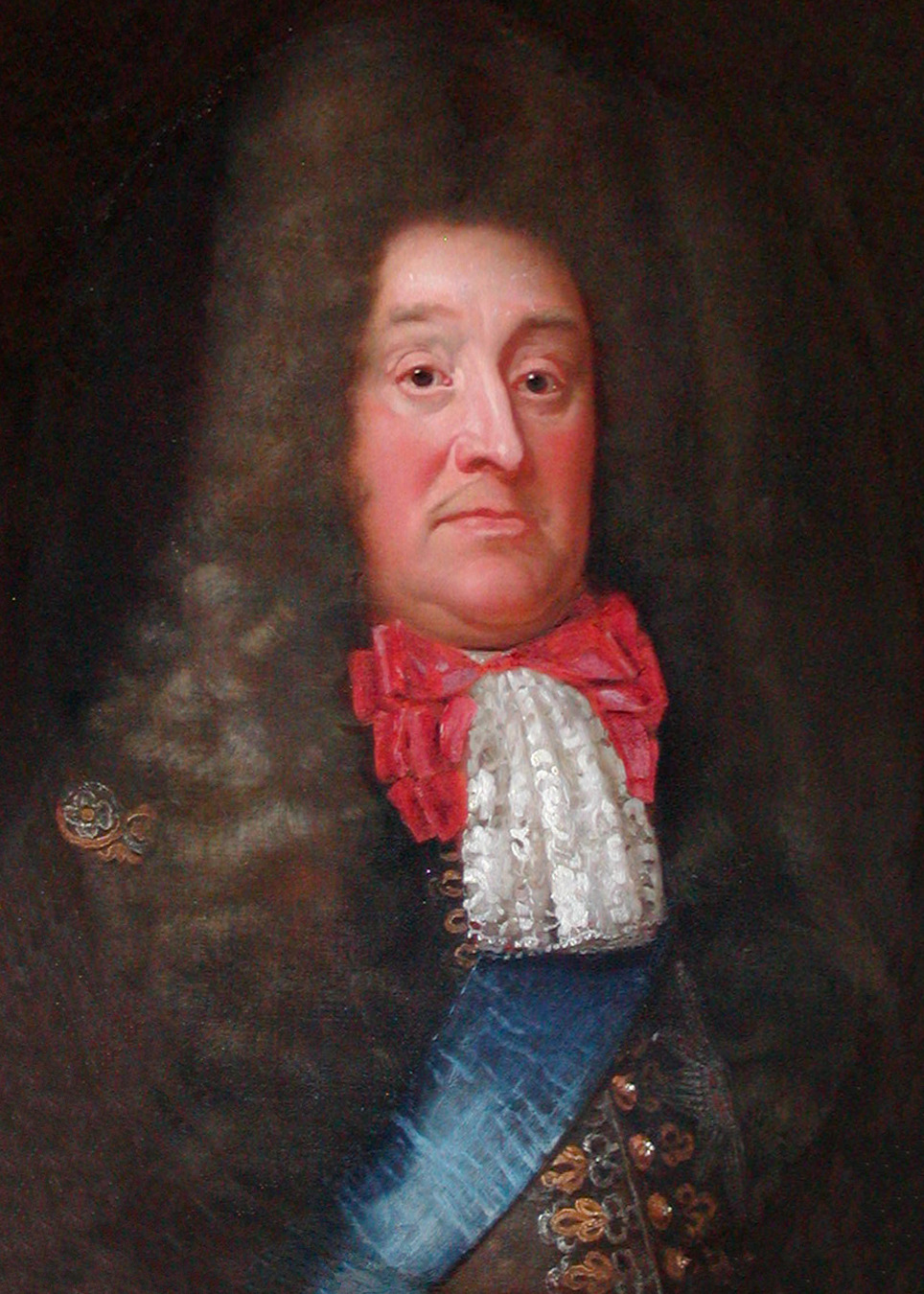
Jens Juel

Freiherr Jens Juel (* 15. Juli 1631; † 23. Mai 1700 in Kopenhagen) war ein dänischer Diplomat und Politiker, der sehr einflussreich am königlichen Hofe war.

## Leben
Er war der Sohn von Erik Juel, sein Bruder war der Admiral Niels Juel (1629–1697). Jens Juel besuchte die Internatsschule Sorø Akademi auf der Insel Seeland. In jungen Jahren begab er sich auf einer Grand Tour nach Deutschland, Frankreich und Italien. 1657 bekleidete er das Amt des dänischen Botschafters in Polen. Von 1660 bis 1668, und danach im Jahre 1674 war er dänischer Botschafter in Stockholm. Im Jahre 1667 forderte er absolutistische Reformen, die König Friedrich III. vorbereitet hatte. Jens Juel wurde zum Generaladmiral ernannt und erhielt die Würde eines Geheimrates. 1671 errichtete er die Baronie Jueling auf der Insel Seeland.   
Jens Juel starb am 23. Mai 1700 in Kopenhagen. Er war mit Dorothea Karg (1675–1754) verheiratet, die nach seinem Tode in zweiter Ehe 1701 den Feldmarschall, Oberkammerherr und Generalpostmeister Christian Gyldenløve (1674–1703), unehelicher Sohn König Christian V. und seiner Geliebten Sophie Amalie Moth, heiratete. Seine Tochter Sophie Catharina Juel, Frau des Stiftsamtmann Bind, war Erbin der Baronie Jueling und darauf deren Sohn Baron Jens Juel-Bind (1695–1726). Der dänische Diplomat und Vizeadmiral Just Juel (1664–1715) war sein Neffe.